# Юлоу
Ю̀лоу (на английски: Ewloe; на уелски: Ewlo, Ѐуло) е град в Северен Уелс, графство Флинтшър. Разположен е на около 15 km западно от английския град Честър. Първите сведения за града датират от 11 век. Ползва жп гарата на съседния град Хардън. Архитектурни забележителности са руините на замъка Юлоу Касъл и Паркът „Сейнт Дейвидс“, изграден през 1990 г. На около 4 km до източната му част е летището на уелските градове Хардън и Бротън. Населението му е 5411 жители, по приблизителна оценка от юни 2017 г.